# Паламарца
Палама̀рца е село в Североизточна България. То се намира в община Попово, област Търговище. Селото е известно с големия брой чуждестранни жители от Великобритания, Ирландия, Франция и др.

## География
Село Паламарца се намира се на около 7 km северозападно от град Попово, на 200 – 300 m надморска височина. Разположено е върху равен рид между хълмове, в подножието на Поповските височини, които са разклонение от източната част на Стара планина. През средата му минава едно дере (Коларца), приток на река Черни Лом. Граничи със землищата на селата Гагово, Медовина, Посабина, Ковачевец, Голямо градище и с градовете Попово и Опака. Асфалтов път го свързва с град Попово, а до съседните села има черни пътища. Образувано е от четири махали, имената на които днес почти не се помнят – Обръщенската махала, Палаз махала, Ристем махала, Сеид махала и Селим махала, като в далечното минало е било едно от най-големите села в района.

## История
За пръв път името на селото се среща, макар и в леко изменен вид като Прамаличе в османски регистър от 80-те години на 15 век с 85 християнски и 4 мюсюлмански домакинства. От вече несъществуващия град Герилец в Преславско една група жители се скрила да живее в село Прамалица, като останали там окончателно. В опис на населението от 1515 – 1517 г. селото е записано под името Праматаличе. В документ от 1524 г. селото отново е записано под по-старото си име – Прамаличе със 77 християнски данъкоплатци, като административно е било поставено в нахия Чернови, зиамет Крапич.
Според стари предания селото се е намирало в местността Калакоч (Калакоч юртлу), но било преместено поради появата на чумата. Още по това време то се е състояло поне от две махали, защото се среща и името на Прамаличе-и кючук (Малкото Прамаличе). Предполага се, че днешното село е на около 400 години.
В османски данъчен регистър от 1573 г. селото е записано под името Паламарица, форма много по-близка до съвременната, която през XIX, XX век все още се е използвала за селото. Така Васил Миков през 1943 счита, че названието Паламарица е резултат от славянизиране на гръцки топоним, което може да бъде и индикатор за средновековна история на селището. През 17 век административно селото се намира в каза Херазград (Разград), вилает Провадия. За времето от преди Освобождението са запазени и до днес документи за насилствено помохамеданчване на моми българки от село Паламарца, като за някои от тези случаи има записани интересни легенди.
Около 1860 г. в селото са се заселили 10 къщи балканджии от Котленско и Габровско и жители на село Стеврек, Османпазарско. По същото време в Паламарца са заселени 15 къщи кримски татари, които не остават дълго там, а към 1868 г. са заселени и черкези, които си устройват собствена махала (бивак) извън чертите на тогавашното село и са основни причинители на повечето беди, връхлетели жителите на село Паламарца. Преди Освобождението селото е имало около 100 български и около 160 турски къщи. Според други документи през 1877 г. в селото е имало 155 къщи с 853 жители.
По време на руско-турската война през 1877 черкезите нападат, опустошават и опожаряват селото, като избиват част от българското му население. За пръв път руски войници влизат в Паламарца на 5 юли 1877 г. По-голямата част от българите изчакват края на сраженията в село Помен, Беленско. Окончателното освобождение на селото става на 29 ноември 1877 г. След войната селото е изградено наново, а черкезите повече не се завръщат. По-голямата част от турското население се изселва към Анадола през 1901 г., като само 2 семейства отиват да живеят в Голямо градище. Част от изселените, заедно с изселници от други села, основават село Йени чифлик, близо до град Бига в Турция.
Килийното училище в селото е устроено през 1860 г., а църквата на селото „Свети Николай“ е построена осем години по-късно и е обявена за архитектурен паметник от епохата на Възраждането. След Освобождението се прави светско читалище, а през 1960 г. е открита построената с доброволен труд от жителите сграда на днешното народно читалище „Искра“. В читалището има богата библиотека, музейна и етнографска сбирка. Фолклорната група към читалището е редовен участник в надпяванията в Копривщица и е носител на не една награда.

### Паламарца днес
Днес в селото живеят около 600 души. Преобладаващата част на населението на селото са българи, като има малко семейства турци и роми. Селото е дало много участници във войните от 1912 до 1944 г. Оттук са тръгнали да търсят работа по време на Световната икономическа криза 1929 – 1933 г. много гурбетчии към САЩ, Аржентина, Уругвай и др. Днес част от внуците им отново са принудени да поемат пътя на дедите си. През последните години в селото се заселват над 90 семейства от Великобритания и други западноевропейски държави, повечето от които активно се включват в живота му. Поради намаляване на младите семейства и деца в селото са закрити и основното му училище и целодневната детска градина. Децата на селото учат, като ежедневно се извозват, в ОУ „Свети Климент Охридски“ в град Попово.
Много от жителите черпят сила и спокойствие от корените си – работят в близките селища и се завръщат по родните си къщи, в които запазват българската национална традиция в бита и обичаите на капанския край. В Паламарца се намира и един от най-големите разсадници за овощен материал в Североизточна България. Тук днес има и екзотични обитатели – щраусите са новите питомници на предприемчиви семейства.

## Обществени институции
- Кметство;
- Поща;
- Народно читалище „Искра“, основано първоначално през 1893 г.;
- Основно училище „Св. св. Кирил и Методий“ (закрито през 2000 г.);
- Целодневна детска градина (закрита през 2008 г.);
- Църква „Св. Николай Чудотворец“ с настоятелство;
- Джамия с настоятелство;
- Футболен клуб „Победа“;

## Културни и природни забележителности
- В землището на селото и до днес са частично запазени множество старини – селищни могили от неолита и халколита, антични селища, надгробни могили и др.
- Гордост за село Паламарца е църковният храм „Свети Николай Чудотворец“. За непоклатимата българска вяра тук символизира фактът, че той оцелява след поражения от гръм на три пъти през почти 140-годишното си съществуване;
- В центъра на селото през 1969 г. е издигнат паметник със 77 имена на загиналите герои във войните за национално обединение;
- Най-старите надгробни камъни с интересна релефна украса, намиращи се в старите гробища в църковния двор са обявени за паметник на културата;

## Други
Старите местни родове в селото са: Бонджуковите, Гюргьолова милет, Добрьова милет, Кенардобрьовци, Кироолу, Коважоолар, Кючук Къньоолу, Палазовите, Паткоолу и др. Характерна особеност на живеещите в селото е наличието на силна прякорна система. Индивидуалните прякори са над 168, а личните имена са около 250. В селото има 23 фамилии, които носят имената на жени (Велкини, Вишини), 7 фамилии на растения (Гроздеви, Шушанови, Росна китка), 2 фамилии на животни (Вълкови, Синекпенчови – от „синек“, муха), 12 носят военни звания и чинове, 21 фамилии са с имена на световноизвестни личности – Франко, Паскал, Цезар, Сукарно, 33 фамилии са и имена на професии (Поп Стефанови, Джамбазови, Дерменджиеви и Колипацови). Представката „кара“ носят 16 фамилии.

## Редовни събития
- Събор на селото – провежда се всяка година на 7 ноември;

## Кухня
Типично капанско ястие е „раки“. Това са сушени червени чушки, пълнени с булгур и кисело зеле.